# Liste der Bodendenkmale in Bad Bibra
In der Liste der Bodendenkmale in Bad Bibra sind alle Bodendenkmale der Kleinstadt Bad Bibra und ihrer Ortsteile aufgelistet. Grundlage ist die Veröffentlichung der Landesdenkmalliste mit Stand vom 25. Februar 2016. Die Baudenkmale sind in der Liste der Kulturdenkmale in Bad Bibra aufgeführt.
| Denkmal-ID | Fundart            | Ortsteil   | Bezeichnung            | Zeitstellung | Lage                          | Bemerkungen                                                                           | Bild |
| ---------- | ------------------ | ---------- | ---------------------- | ------------ | ----------------------------- | ------------------------------------------------------------------------------------- | ---- |
| 428300247  | Befestigung > Burg | Thalwinkel | Spornburg „Burgstädel“ | Mittelalter  | 0,5 km östlich vom Ort (Lage) | keine Bebauungsstrukturen erhalten, im Osten halbrunder Wall mit vorgelagertem Graben |      |